# Natal (regione storica)
Il Natal è una regione storica del Sudafrica.
È sita tra i Monti dei Draghi e l'Oceano Indiano. Il nome fu dato a queste terre da Vasco da Gama, che le avvistò il giorno di Natale del 1497, dopo che ebbe, primo tra gli Europei, doppiato il Capo di Buona Speranza.
Per secoli fu popolato dai San e dagli Nguni. All'inizio del XIX secolo, l'area fu conquistata da Shaka degli Zulu. Tra il 1839 e il 1843 vi si formò, ad opera dei Boeri, la Repubblica di Natalia. Tra il 1843 e il 1910 fu colonia britannica. Nel 1910 il territorio del Natal fu istituito in provincia della neonata Unione Sudafricana. Nel 1994, l'antica provincia fu unita al bantustan di KwaZulu, formando la provincia di KwaZulu-Natal.